# Bergkirche (Wiesbaden)

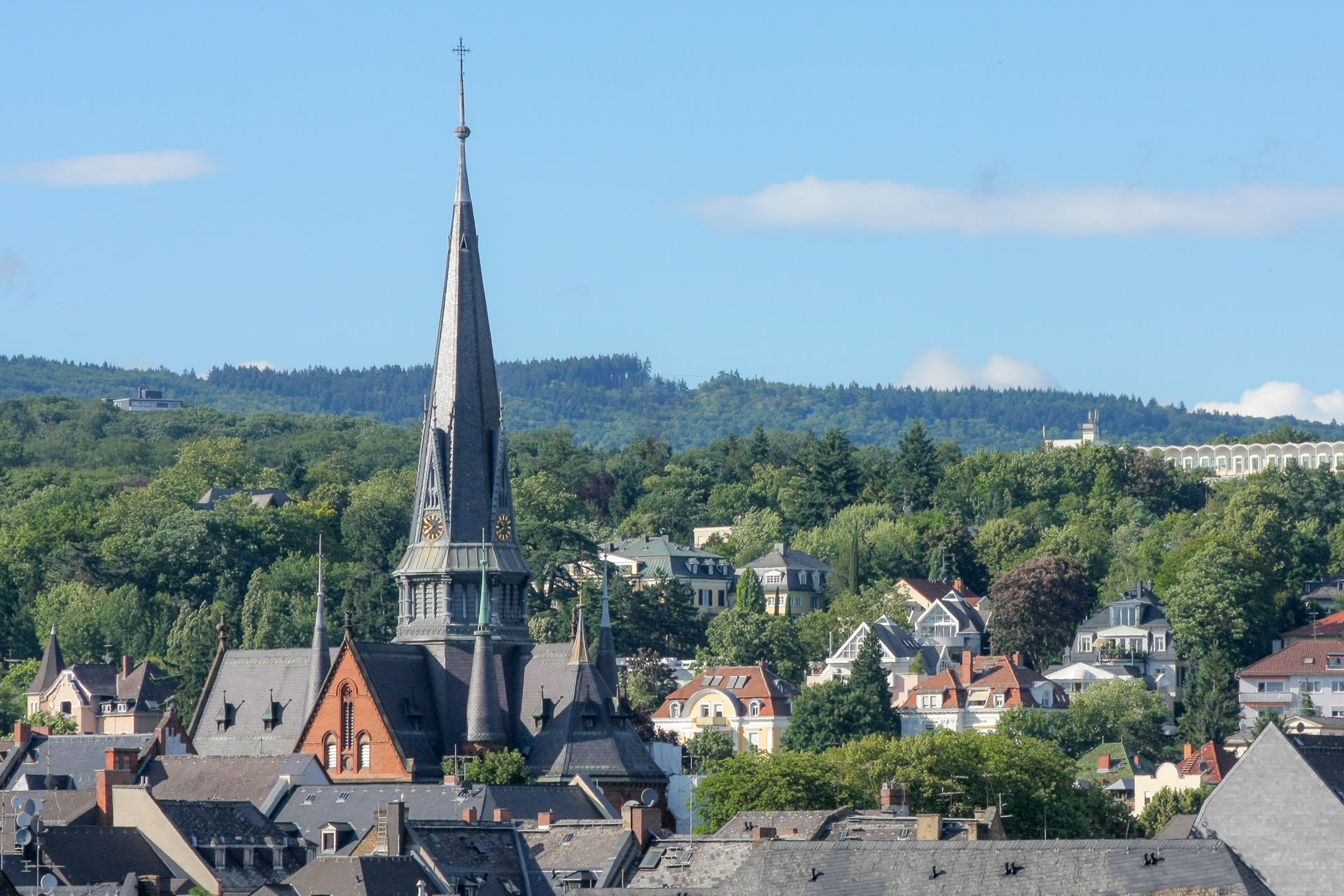
Die Bergkirche inmitten des Bergkirchenviertels

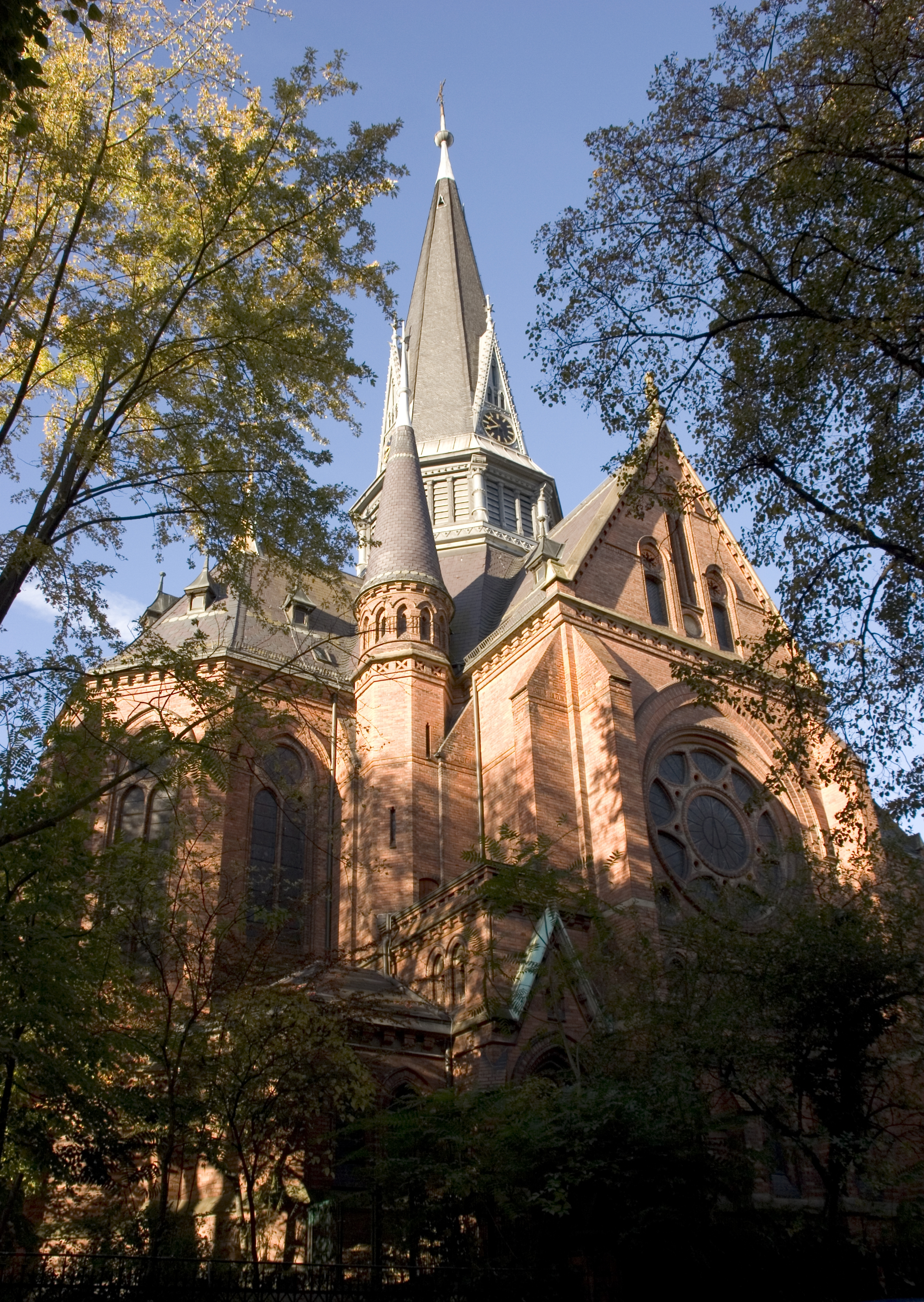
Bergkirche

Die Bergkirche ist das namengebende Gebäude des Bergkirchenviertels innerhalb des Historischen Fünfecks, des Zentrums der hessischen Landeshauptstadt Wiesbaden. Die Kirchengemeinde gehört zum Dekanat Wiesbaden der Propstei Rhein-Main der Evangelischen Kirche in Hessen und Nassau.

## Geschichte
Die evangelische Kirche wurde 1879 im neugotischen Stil von Johannes Otzen errichtet, die Bauleitung hatte der Architekt Hans Grisebach. Sie war die zweite evangelische Kirche in Wiesbaden nach der Marktkirche.
Ihr Name leitet sich von ihrer Lage auf einem höhergelegenen Plateau innerhalb der Wiesbadener Innenstadt ab. Der spitze Schieferhelm über der Vierung der Bergkirche ist deswegen weithin zu sehen.

## Bauwerk
Das Innere bietet sehenswerte Malereien, Glasfenster und Figuren. Beim Umbau der Orgel im Jahr 1930 wirkte Albert Schweitzer mit.
Der Baumeister der Bergkirche Johannes Otzen sowie der Pfarrer der Bergkirche Emil Veesenmeyer entwickelten 1891 zusammen das sogenannte Wiesbadener Programm, ihre Vorstellungen des modernen protestantischen Kirchenbaus. Zentrale Aussage hierin war, die drei Elemente des Gottesdienstes, Kanzel (Predigt), Altar (Abendmahl) und Orgel (Musik), als Einheit zu sehen und entsprechend übereinander anzuordnen, umgeben von den Gottesdienstteilnehmern.
Dieses Programm wurde dann als erstes in der dritten evangelischen Kirche in Wiesbaden, der Ringkirche, die ebenfalls von Johannes Otzen 1894 erbaut wurde, umgesetzt. Die vierte evangelische Kirche, die Lutherkirche, wurde schließlich ebenfalls nach diesen Prinzipien 1910 eröffnet. Der Otzen-Schüler Fernando Lorenzen errichtete 1898 mit der Kreuzkirche in Hamburg-Ottensen ein Gotteshaus, das die Bergkirche zum Vorbild nahm.

## Orgel

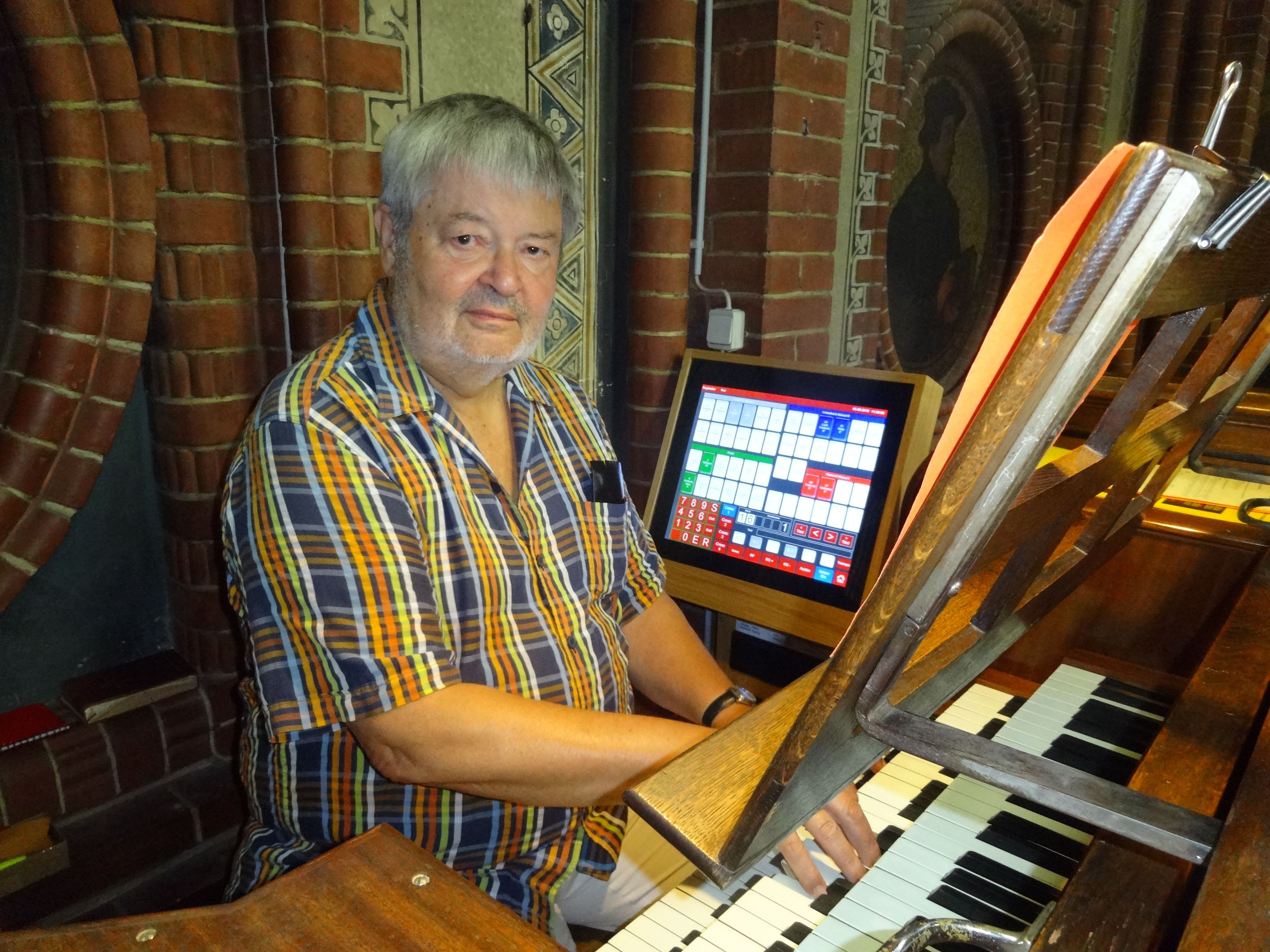
Klaus Uwe Ludwig am Spieltisch, 2016

Die Orgel der Bergkirche wurde ursprünglich 1879 von der Werkstatt E. F. Walcker & Cie. aus Ludwigsburg errichtet. 1931 wurde von der Orgelbaufirma G. F. Steinmeyer & Co. aus Oettingen in Bayern hinter dem neugotischen Prospekt der Vorgängerorgel eine neue Orgel erbaut, einige Register wurden ebenfalls übernommen. 1948 wurde die Orgel durch die Werkstatt Förster & Nicolaus Orgelbau aus Lich umgebaut. 2016 wurde die Orgel von der Firma Claudius Winterhalter aus Oberharmersbach neu konzipiert. Das Instrument hat 40 Register, verteilt auf drei Manualen und Pedal. Die Trakturen sind elektropneumatisch. Die Disposition lautet:
| I Hauptwerk C–a3 |     |
| Bourdon          | 16′ |
| Principal        | 8′  |
| Flöte            | 8′  |
| Gamba            | 8′  |
| Salicional       | 8′  |
| Octave           | 4′  |
| Spitzflöte       | 4′  |
| Octave           | 2′  |
| Mixtur IV        |     |
| Trompete         | 8′  |

| II Oberwerk C–a3 |    |
| Gedeckt          | 8′ |
| Quintatön        | 8′ |
| Principal        | 4′ |
| Rohrflöte        | 4′ |
| Sesquialtera II  |    |
| Waldflöte        | 2′ |
| Cymbel III       |    |
| Krummhorn        | 8′ |
| Tremulant        |    |

| III Schwellwerk C–a3 |        |
| Stillgedeckt         | 16′    |
| Principal            | 8′     |
| Lieblich Gedeckt     | 8′     |
| Viola                | 8′     |
| Schwebung            | 8′     |
| Fugara               | 4′     |
| Blockflöte           | 4′     |
| Nasard               | 2 ⁄3′  |
| Flageolet            | 2′     |
| Terz                 | 1 3⁄5′ |
| Scharff IV           |        |
| Trompette harmonique | 8′     |
| Oboe                 | 8′     |
| Tremulant            |        |

| Pedal C–f1            |     |
| Grand Bourdon         | 32′ |
| Violon                | 16′ |
| Subbaß                | 16′ |
| Stillgedeckt (aus SW) | 16′ |
| Octavbaß              | 8′  |
| Violoncello           | 8′  |
| Gedecktbass (aus SW)  | 8′  |
| Choralbaß             | 4′  |
| Nachthorn             | 2′  |
| Rauschpfeife III      |     |
| Posaune               | 16′ |

- Koppeln: I/II, I/III, III/II, I/P, II/P, III/P